# انری لوبرد
انری لوبرد (انگلیسی: Henri LaBorde؛ ۱۱ سپتامبر ۱۹۰۹ – September 16, 1993 (aged 84)) ورزشکار دو و میدانی اهل ایالات متحده آمریکا بود.
وی در مسابقات کشوری و بین‌المللی در مجموع برندهٔ ۱ مدال نقره شده‌است.